# László Szabó (acteur)
László Szabó (Boedapest, 24 maart 1936) is een Hongaars acteur.
Szabó kwam in Frankrijk terecht in 1956. Zijn eerste rollen speelde hij in de films van regisseur Claude Chabrol. Hij acteerde ook in andere films van regisseurs van de Franse Nouvelle Vague zoals  Jean-Luc Godard, Éric Rohmer, Jacques Rivette en François Truffaut. Later speelde hij ook mee in films in zijn geboorteland Hongarije.

## Filmografie (selectie)
- 1959: À double tour
- 1963: Le Petit Soldat
- 1965: Pierrot le fou
- 1967: Made in USA
- 1970: L'Aveu
- 1975: Örökbefogadás
- 1980: Le Dernier Métro
- 1981: Ideiglenes paradicsom
- 1982: Passion
- 1984: L'Amour par terre
- 1984: Les Nuits de la pleine lune
- 1987: Accroche-cœur
- 1988: The Unbearable Lightness of Being
- 1992: La Sentinelle
- 1994: L'Eau froide
- 1995: Haut bas fragile
- 2000: Esther Kahn
- 2009: Parc